# ۳۵۶ (پیش از میلاد)
۳۵۶ (پیش از میلاد) ۳۵۶مین سال قبل از تقویم میلادی است.

## زادگان
- اسکندر بزرگ، جهان‌گشا و حاکم برجستهٔ یونانی. (پلا، مقدونیه)